# Den Couter Festival
Den Couter Festival is een muziekfestival dat jaarlijks plaatsvindt op en rond de uitgaans- en jeugdhuissite van de Belgische stad Poperinge. Het evenement staat naar gewoonte halfweg april gepland, tijdens het tweede weekend van de paasvakantie. De organisatie vloeit voort uit de werking van jeugdhuis Den Couter. Den Couter Festival is de opvolger van Summerset en vond voor het eerst plaats in 2011.
In 2021 was het festival bij uitzondering verzet naar de zomermaand juli, omwille van de coronapandemie in België.

## Edities
| Editie | Datum                   | Namen | Speciaal                                      |
| 1      | 30 april 2011           | Golden Drop, Millenium Falcon, Tripoli, Nele Needs a Holiday, We are Prostitutes, Cavemansound and friends |                                               |
| 2      | 9-10-11 maart 2012      | Squarelectric, Compact Disk Dummies, Mastercab, Infantile | Feesteditie, 15 jaar Jeugdhuis Den Couter     |
| 3      | 27 april 2013           | Pomrad, Jagär, Woodlouse, As I Recall, Druzhnik, Jeugdhuis Sound Systema |                                               |
| 4      | 26 april 2014           | Soldier’s Heart, YAWNS, Forward, 2 Meisjes en een Turk |                                               |
| 5      | 25 april 2015           | The Beech, A Fish Called Louis, Meneer Michiels, Deaf Generation, JNS |                                               |
| 6      | 23 april 2016           | Hydrogen Sea, Warhola, Skyve, Strzebonsky Noizescene, Deaf Generation, Pjay, David B., Dizzy Dropz, Fitzgerald, Mitch, At First Sight, Marie&Jeanne |                                               |
| 7      | 14-15-16 april 2017     | Compact Disk Dummies, Gunter D, Wallace Vanborn, Murdock, Brihang, Jacle Bow, Simple Pigeons, Momma Said So, M. Le Blanc, Frères Deluxe, Bobby Ewing, Gestappo Knallmuzik, Viktor Bodrovski, Deaf Generation, Mark My Way, Radio Fresnel, De Feesters, Omdat Het Kan Soundsystem | Feesteditie, 20 jaar Jeugdhuis Den Couter     |
| 8      | 13-14 april 2018        | Kenji Minogue, Faisal, Dvtch Norris, Laston & Geo, Hypochristmutreefuzz, Omdat Het Kan Soundsystem, Josefien Deloof, Barely Autumn, Supergenious, Avalonn, We Are Prostitutes, Hyper!                                                                                            |                                               |
| 9      | 19-20-21 april 2019     | Uberdope, Shizzle Le Sauvage, Lili Grace, Kurkdroog, KleineXSanders, An-Sofie Noppe&Pjay, Edward, Cromanty Sound, DJanus, M. Le Blanc, Jonez, DJ Nazdrovje |                                               |
|        | 17-18 april 2020        | Nachtbraker, High Frequency, Rhea, El Cis, Demi Lou, Pj&Midas, Bobalicious, The Black Gasolines, Venlo, We Are Prostitutes, Two Fish | Niet doorgegaan omwille van de coronapandemie |
| 10     | 9-10 juli 2021          | Turfu, CRACKUPS, Cesar Quinn, The Pink Lemons, Ashtray | Zittende editie omwille van de coronapandemie |
| 11     | 15 - 16 - 17 april 2022 | Glints, Chibi Ichigo, USED, Skumic, Roland Cristal, Omdat Het Kan Soundsystem ft. Average Rob, TLP, Meltheads, Lolita, and more. | Feesteditie, 25 jaar Jeugdhuis Den Couter     |
| 12     | 14 - 15 april 2023      | High Hi, Borokov Borokov, Willy Organ, CHARLOT, Dj Vega, Cromanty Sound, Lolita, Jonezz, The Black Gasolines, Tola OG, Dosschy B2B Hide N Seek, Captain Djiglo & Benny Bagger, 23 CRW, Infantile, Never Mind, Dizzy Dropz, Nieuw Wijf and more.                                  |                                               |
| 13     | 12 - 13 april 2024      | Tsar B, Barno Koevoet & The Duijmschpijkers, Cromanty Sound, Dizzy Dropz |                                               |
| 14     | 18, 19, 20 april 2025   | Jeroen Delodder, Augustijn, Yung Mavu, Medaase, Kartje Kilo, Tola OG, The Muttons, Cromanty Sound, Kleinpunk, Odo, Mars, Cesars Palace, Pjay Parker, Karakals, Denoo, Samoerai, Bestien                                                                                          |                                               |